# Масакр у Вранићу
Масакр у Вранићу је било масовно убиство 67 цивила у селу Вранић 30 km од Београда, које су током ноћи 20/21. децембра 1943. убили припадници Првог батаљона Посавске бригаде Авалског корпуса ЈВуО (у народу још позната и као Вартоломејска ноћ надомак Београда). Подељени у три групе, четници су извршили покоље у 14 кућа у селу чији су поједини чланови били сумњичени за одржавање везе са партизанима. У свим кућама побијени су сви укућани, осим петоро који су случајно преживели.
Овај масакр био је најмасовнији у низу децембарских покоља на територији Авалског корпуса ЈВуО.

## Претходне околности
Након осеке устанка 1941, у посавском срезу владао је окупатор и квислинзи. Тек средином 1943. партизанске јединице почеле су поново да јачају. У исто време, започело је организовање формација ЈВуО. Авалски корпус је током августа 1943. на Умци, у Пољанама, Конатицама и Степојевцу ликвидирао 16 особа осумњичених за сарадњу са партизанима.
Упркос томе, присуство НОП се и даље осећало у области, што је довело до оштрих критика од стране Михаиловића. Незадовољан стањем на територији Авалског корпуса, он је октобра 1943. наредио интензивирање активности уз помоћ околних корпуса. 
Сегед, Киш (Живан Лазовић, командант Смедеревског корпуса), Рас-Рас (Никола Калабић), Дог-Дог и Ромел. Наш авалски корпус са срезовима Гроцка, Врачар, Умка спава дубоким сном. На свим областима у непосредној близини Београда, накотили су се комунисти и њихови симпатизери. Наређује се командантима, и то: мајору Михаилу Јовановићу, капетану Лазовићу, капетану Николи Калабићу, даље Комарчевићу и рудничком корпусу да најенергичније са југа на север… чистећи успут и све срезове, нарочито срез космајски, нарочито је важно што пре очистити срезове Гроцка и Умка. У исто време честитам чин капетана Живојину Лазовићу и Николи Калабићу...
За координатора ових операција поставио је генералног инспектора четничких одреда пуковника Јеврема Симића. Симић и Калабић су уз асистенцију шефа Гестапоа у Ваљеву Сајдла 27. новембра 1943. у селу Бујачићу код Ваљева, склопили писмени споразум са Немцима, да би обезбедили слободу деловања.
... У области која обухвата грочански, умљански, врачарски, подунавски, космајски, младеновачки, опленачки, аранђеловачки, лепенички, крагујевачки, гружански, качерски и колубарски срез, капетан и пуковник Симић се обавезују да ће се сви њихови одреди уздржати од сваког дела саботаже против немачке војске, њених савезника и месних одреда који се боре на њеној страни. Решеност на заједнички отпор противу комунистичког непријатеља. Горе наведена покрајина се даје Калабићу и Симићу да воде независну борбу противу комуниста. У случају већих операција, четнички ће одреди са пристанком Калабића и Симића бити присаједињени немачкој команди и добијаће упутства за вођење операција од немачке команде за време односног периода...
Током тог периода, делови Авалског корпуса су 31. октобра поражени у околини Баћевца од Космајског НОП одреда, што је допринело притиску на команду Авалског корпуса да предузме радикалне мере. Током следећих недеља вршене су интензивне консултације и прикупљање података на нивоу штабова, да би се средином децембра 1943. кренуло у енергичну акцију обрачунавања са присталицама НОП на територији корпуса. На територији Авалског корпуса након склапања уговора са окупатором ступиле су и јединице Корпуса горске гарде и Смедеревског корпуса ЈВуО, али су снаге Авалског корпуса одиграле главну улогу у терору, пошто су имали прикупљене податке о стању на терену и симпатизерима партизана.

## Извођење покоља
За Вранић је била задужен Први батаљон Посавске бригаде Авалског корпуса ЈВуО под командом Спасоја Дрењанина - Зеке. На састанцима, на којима су присуствовали и командант корпуса мајор Трифковић, и командант бригаде капетан Коста Маринковић, уз помоћ сарадника из Вранића састављен је списак породица чији су чланови осумњичени за сарадњу са партизанима. Направљен је план да се препад на све њих изврши ноћу, и то у току једне ноћи, како би се избегло да се неки склоне и побегну.
За ту акцију батаљон је, поред сталног састава који је бројао око 60 људи, мобилисао један број сељака за стражарске дужности. Група се окупила у суседном селу Јасенку 20. децембра 1943, и, са падом мрака, по кишној и мрачној ноћи и дубоком блату, кренула према Вранићу према утврђеном плану.
Прва на листи била је кућа Марка Митровића, чији је брат био у партизанима од 1941. У његовој кући масакрирани су сви укућани - укупно њих пет. Затим су сви продужили до дворишта тадашње вранићке школе, где су се поделили у три групе. Том приликом убијен је мобилисани четник Бошко Јоксић, који је схватио да се спрема покољ, и покушао да избегне учешће.
Прва група под командом поднаредника Душана Марковића имала је задатак да посети пет породица у засеоку Рашић крај. Прва на реду била је кућа Стевана Пантића, носиоца албанске споменице. У његовој кући масакрирано је свих 10 укућана, укључујући и једногодишњег Љубомира. Шеснаестогодишња Видосава - Вида, кћи Милијана Пантића, случајно се затекла у кући на конаку, јер је волела да се дружи са синовима стрица Јована који је био у заробљеништву. То ју је стајало живота, док је осталих шест чланова породице Милијана Пантића остало живо јер су ноћили у другој кући, неколико десетина метара удаљеној, за коју четници нису знали да служи за становање.
Затим је ова група посетила кућу Марка Радосављевића, где је масакрирано свих пет затечених чланова породице. У кући Душана Ђорића било је 8 чланова. Душану су наредили да легне, и затим му пуцали у главу, а затим су повезали остале чланове породице и све их заклали. Међутим, Душан Ђорић је преживео, изгубивши око. Кад су четници отишли, покушао је да потражи помоћ у кући свог шурака Марка Митровића. Међутим, и тамо је нашао поклане све чланове породице.
Душан Ђорић је преживео рат и сведочио на суђењу починиоцима, а био је и сведок на суђењу Михаиловићу.
Након његове куће, ова група четника побила је све укућане у кући Ивана Ђорића - њих двоје, и у кући Петра Матића - шесторо, чиме је извршила свој задатак. Након тога са опљачканим стварима вратили су се у Јасенак.
Друга група четника, под командом Војислава Стојановића званог Воја Копилан имала је задатак у засеоку Пиперија. У кући Радивоја Поповића поштедели су укућане, убивши само Радивоја. У кућама Селимира Степановића и Мирка Савића масакрирали су све затечене укућане - њих троје, односно четворо. Након тога вође групе Стојановић и Гачић придружили су се трећој групи, док су се остали чланови вратили у Јасенак.
Трећа група имала је задатак у засеоку Црквени крај. Тамо су масакрирали Миливоја Ђоинчевића и укућане - укупно њих троје, затим укућане удовице Зорке Ђоинчевић - такође троје, док је Зорка преживела, иако са тешким убодним ранама по телу и врату. Затим је убијен Живота Ђоинчевић који је био сам у кући, па петочлана породица Велисава Поповића, затим мајка и супруга Тодоровић (Спасоја) Миодрага који се тада налазио у логору на Бањици. Тодоровић (Марка) Миодраг убијен је заједно са женом и мајком, која је преседно успела да сакрије уснулу унуку Веру испод јастука и тако је спаси.
Следећи је страдао Мирко Тодоровић, док се његов син Бранко спасио побегавши у мрак. У кући Миливоја Илића масакрирано је седам чланова породице. Убијена је и четворомесечна Катарина. Једино је преживела осмогодишња Даринка, иако са тешким ранама на грудном кошу.
Након овог покоља и трећа група четника натоварила је опљачкане ствари на кола и вратила се на зборно место у Јасенак.
Укупно је те ноћи убијено 68 особа, рачунајући и четника Бошка Јоксића.
Од тог броја 15 је било млађе од 17 година, 35 је женског пола, а седморо је старијих од 60 година.
Три особе, Зорка Ђоинчевић, Душан Ђорић и осмогодишња Даринка Илић, иако тешко рањени, преживели су покољ.
Велисав Поповић, који се спасио тако што је боравио код свог рођака, четничког функционера, а чија је комплетна породица страдала у покољу 20. децембра, заклан је од стране четника Посавске бригаде у фебруару, а Миодраг С. Тодоровић, који је у време клања породице био уБањичком логору, заклан је од стране четника након пуштања из логора, 26. јула 1944.
У више наврата у Вранићу су четници заклали још неколико становника, тако да укупан број четничких жртава из Вранића износи 84, међу којима је и вранићки парох Бора Гавриловић.
На спомен-дому у Вранићу налазе се плоче са именима 327 мештана погинулих у Првом светском рату, 5 мештана погинулих у Априлском рату, 38 стрељаних од стране немачке казнене експедиције 1941, 84 жртве четничког терора, и 62 борца погинула у НОВЈ. Према прикупљеним подацима, 32 мештана Вранића погинуло је у четничким и квислиншким формацијама или осуђено на смрт после рата, али се њихова имена не налазе на спомен-дому.

## Жртве покоља
- Породица Стевана Пантића:
  - 1) Пантић Јована Јоксим, стар 87. година, 2) Пантић Јоксима Стеван, 60. године, 3) Пантић Стевана Милева, 58. године, 4) Пантић Стевана Драгомир, 22. године, 5) Пантић Драгомира Милојка, 20. године, 6) Пантић Драгомира Љубомир, 1. године, 7) Пантић Милијана Видосава, 16. године, 8) Пантић Јована Милена, 30. године, 9) Пантић Јована Бранислав, 10. године, 10) Пантић Јована Светомир, 7. године,
- Породица Милорада Ђорића:
  - 11/1) Ђорић Драгомира Јелена, 65. г, 12/2) Ђорић Драгомира Милорад, 36. године, 13/3) Ђорић Милорада Стамена, 36. године, 14/4) Ђорић Милорада Драгољуб, 15. године, 15/5) Ђорић Душана Живка, 30. године, 16/6) Ђорић Душана Томислав, 10. године, 17/7) Ђорић Милисава Ивка, 30. године,
- Породица Миливоја Илића:
  - 18/1) Илић Јовице Миливоје, 55. године, 19/2) Илић Миливоја Даринка, 55. године, 20/3) Илић Миливоја Михаило, 33. године, 21/4) Илић Михаила Милка, 30. године, 22/5) Илић Михаила Катарина, стара пет месеци, 23/6) Илић Миливоја Светозар, 20. г, 24/7) Илић Миливоја Надежда, 18. године,
- Породица Марка Радосављевића:
  - 25/1) Радосављевић Милована Марко, 48. године, 26/2) Радосављевић Марка Драга, 48. године, 27/3) Радосављевић Марка Јован, 16., 28/4) Радосављевић Марка Јованка, 16. године, 29/5) Радосављевић Марка Милан, 14. године,
- Породица Петра Матића:
  - 30/1) Матић Радоја Петар, 56. године, 31/2) Матић Петра Марица, 56. године, 32/3), Матић Петра Живко, 29. године, 33/4) Матић Петра Катарина, 20. године, 34/5) Матић Петра Анђелија, 18. године,
- Породица Марка Митровића
  - 35/1) Митровић Владимира Марко, - 35. године, 36/2) Митровић Марка Даринка, 35. године, 37/3) Митровић Марка Дикосава, 16. године, 38/4) Митровић Марка Милан, 11. године, 39/5) Митровић Марка Славољуб, 9. године,
- Породица Благоја Поповића: 
  - 40/1) Поповић Стевана Благоје, - 55. године, 41/2) Поповић Благоја Даринка, 55. г, 42/3) Поповић Велисава Даринка, 33. године, 43/4) Поповић Велисава Бранислав, 14. године, 44/5) Поповић Велисава Јулијана, 12. године,
- Породица Мирка Савића:
  - 45/1) Савић Марка Анђелија, - 58. године, 46/2) Савић Марка Мирко, - 32. године, 47/3) Савић Мирка Радмила, - 22. године, 48/4) Савић Марка Ката, - 35. године,
- Породица Миливоја Ђоинчевића:
  - 49/1) Ђоинчевић Благоја Миливоје, 63. године, 50/2) Ђоинчевић Миливоја Томанија, - 63. године, 51/3) Ђоинчевић Животе Смиљка, - 80. године,
- Породица Зорке Ђоинчевић
  - 52/1) Ђоинчевић Ненада Живко, - 23. године, 53/2) Ђоинчевић Ненада Милорад, - 20. године, 54/3) Ђоинчевић Ненада Станија, -17. године,
- Породица Селимира Степановића
  - 55/1) Степановић Љубомира Анка, - 56. године, 56/2) Степановић Љубомира Селимир, 36. године, 57/3) Степановић Селимира Милена, 30.,
- Породица Миодрага М. Тодоровића:
  - 58/1) Тодоровић Марка Јелена, 75. године, 59/2) Тодоровић Марка Миодраг, 39. године, 60/3) Тодоровић Миодрага Миљана, 37. г.
- Породица Миодрага С. Тодоровића
  - 61/1) Тодоровић Спасоја Јелена, 67. године, 62/2) Тодоровић Миодрага Стана, 45. године,
- Породица Ивана Ђорића:
  - 63/1) Ђорић Чедомира Иван, 23. године, 64/1) Ђорић Мирка Олга, 28. године,
- Појединачна убиства:
  - 65) Ђоинчевић Милана Живота, 44. године, 66) Поповић Светозара Радивоје, 43. године, 67) Тодоровић Јовице Мирко, 43. године, 68) Јоксић Тихомира Бошко.

## Децембарска кампања терора
Масакр у Вранићу биo је најекстремнији пример, али није био усамљен случај терора. У том периоду, децембра 1943. и јануара 1944. Авалски корпус ЈВуО уз помоћ суседних корпуса проводио је кампању терора и застрашивања.
3. батаљон Посавске бригаде Авалског корпуса, чији је командант био Милорад Тодоровић „Ситничар“ 18. децембра 1943. ухапсио је већу групу мештана Великог Борка, Лесковца и Шиљаковца. Они су у затворени у селу Велики Борак, где су малтретирани. Истог дана десеторо је стрељано, док је више десетина осуђено на јавно батинање.
25. децембра 1943. године, Баћевац су опколили четници Посавске бригаде Авалског корпуса и мушкарце отерали у сеоску школу. Око 50 људи задржано је и малтретирано до 28. децембра. Следеће ноћи петоро је заклано, даљих петоро стрељано, а велики број је претучен.
26. и 27. децембра 1943. године, у Болечу су делови Великоорашке бригаде Смедеревског корпуса под непосредном командом капетана Божидара Лазаревића заклали 10 особа, партизанских сарадника и чланова породица, што је забележено и од органа Недићеве владе. Четрдесетогодишња Даница Маринковић, иако пресеченог гркљана, преживела је клање и сведочила на суђењу Михаиловићу.
Хапшења, батинања и убиства вршена су и у Бождаревцу, Сремчици, Умци, Остружници и другим местима.
Према истраживању Драгослава Димитријевића Белог, по непотпуним подацима укупан број жртава четничког терора на територији Посавске бригаде Авалског корпуса током 1943/1944 износи 323 особе.

## Послератна суђења починиоцима
Положај мајора Трифковића, команданта Авалског корпуса ЈВуО, био је угрожен и пре ових покоља и једно време након њих. Опстао је упркос неколико покушаја смене. Пошто се доказао, Михаиловић га је унапредио у чин потпуковника. Командовао је корпусом током борби у источној Босни 1945, и погинуо на Зеленгори маја 1945.
Спасоје Дрењанин - Зека након пораза у источној Босни илегално се вратио у Посавину. Погинуо је бранећи се оружјем приликом покушаја хапшења. 1947. на Умци.
Његов лични пратилац Веселин Кузмановић доспео је 1945. у немачку болницу у Сарајеву као болесник, и евакуисан је са болницом у Немачку. Након живота у иностранству, 1991. вратио се у Србију и живи у Мислођину код Обреновца.
Милорад Судимац, звани Усташа, Риста Ружић и Милојко Маринковић дезертирали су из корпуса за време продора преко Сјенице октобра 1944, и вратили се у околину Чачка, одакле су потицали. Ту су се пријавили новим властима. Међутим, неки мобилисани четници из Вранића, такође дезертери, одали су Милијану Пантићу, оцу Виде Пантић, о коме се ради, па је дошло до хапшења у којем је учествовао и Милијан.
Поднаредник Душан Марковић такође се пријавио новим властима и добио стражарско задужење на железници. Ту су га препознали људи из Вранића, па је ухапшен. На суђењу у окружном суду у Београду осам људи осуђено је на смрт због злочина у Вранићу.
О масакр у Вранићу доказе и сведочења изводила је оптужба на суђењу Михаиловићу у Београду јуна 1946.

## Описи, тумачења и објашњења
Недићеве власти регистровале су ове покоље:
2. Ноћу између 20. и 21. децембра у селу Вранићу заклано је или побијено 67 лица од непознатих учиниоца. Сумња се на четнике Драже Михаиловића јер су жртве били симпатизери или помагачи комуниста
У истом извештају стрељање "10 комунистичких јатака“ у селу Велики Борак 18. децембра 1943, које су такође извршили делови Посавске бригаде Авалског корпуса, погрешно је приписано Смедеревском корпусу капетана Лазовића, вероватно због тога што су се на околном терену налазиле и снаге Смедеревског корпуса.
Догађај у Вранићу није био обавијен велом тајности. Три жртве су преживеле масакр, известан број сведока - чланова породица видео је учеснике, а четници су се задржали у крају и наредних дана, не кријући своје дело. Преживелим рођацима су претили, забрањивали да кукају за убијенима, а некима су забранили и сахрану на гробљу. Тако је седам чланова породице Илић било сахрањено у њиви испод куће, одакле су ексхумирани тек 6/7. децембра 2009, приватном иницијативом Драгана Тодоровића, сина Даринке Илић која је, као осмогодишња девојчица, тешко рањена преживела покољ.
На шест преживелих чланова породице Пантић трагедија је оставила дубок утисак. Драгољуб Пантић, који је у време масакра био дванаестогодишњи дечак, и који је са оцем и сестрама пред зору 21. децембра 1943. први нашао масакрирана тела своје сестре Виде и девет других чланова породице, током целог живота прикупљао је артефакта и изјаве сведока везане за овај масакр. Да би расветлио све детаље, разговарао је, како са сведоцима, тако и са четницима који су били присутни те ноћи, или имали нека сазнања. У својој старој кући у Вранићу уредио је спомен-собу, неку врсту приватног музеја са сликама, књигама и документима о догађају. На основу ових елемената, он је 1996. написао књигу под насловом НОЋ КАМЕ. Драгољуб је умро 2003, а његове сестре Станица и Лепосава, Видина сестра близнакиња, још су живе.
Током деведесетих појавиле су се нове интерпретације догађаја. Угљеша Крстић, тада члан ЈУРАО и и заменик омладинског руководиоца Посавске бригаде (1926-2002). Написао је књигу сећања под насловом „Најлепши позив на свету“, у којој се, између осталог, осврће и на масакр у Вранићу:
Узрок, свакако не и оправдање, за тако страшну казну лежао је у томе што су се, дан пре доласка у Вранић једне јединице Авалског корпуса, у тим кућама, на таванима, по качарама, шталама и другде, посакривали партизани, па у току ноћи изненада напали војнике мајора Трифковића, раскомоћене и порастуране на ноћиштима. Борили су се прса у прса, ножевима, зубима, пиштољима, гушали се, много је изгинуло на обе стране, знатно више на нападнутој...
... сви ми омладинци осуђивали смо злочин у Вранићу...

... озлоглашени командант четничке летеће бригаде Зека Дрењанин, омален црнпураст човек с провинцијског дна (кафеџија, а имао је у Обреновцу и куплерај)
Овом интерпретацијом он се дистанцира од масакра, наводећи „заиста су побијене читаве породице“. По његовом опису Дрењанин је био „озлоглашени командант четничке летеће бригаде Зека Дрењанин, омален црнпураст човек с провинцијског дна (кафеџија, а имао је у Обреновцу и куплерај)". Крстић међутим доводи масакр у везу са неким наводним поразом јединица Авалског корпуса у борби са партизанима, при чему је масакр био осветничка неконтролисана реакција. У историјским изворима и у изјавама сведока међутим нема трагова о присуству партизана у близини Вранића у том периоду. Снаге Авалског корпуса доживеле су пораз у борби против партизана у суседном селу Баћевцу готово два месеца раније, 31. октобра 1943. године. Након тога од партизанских јединица формирана је Прва шумадијска бригада, која је одмарширала у Санџак, док се остатак Космајског одреда повукао дубље у Шумадију.
За ову књигу Угљеша Крстић добио је 1998. године награду „Милош Црњански“ Удружења књижевника Србије.
О догађају у Вранићу говоре и неки оновремени извори. Један од чланова равногорског Централног Националног Комитета, предратни функционер Демократске странке Бранислав Ивковић, био је у лето 1944. у обиласку среза. Након тога је у свом извештају ЦНК, описао четнички терор:
Овај „Зека“ се доцније нашао у четницима и мајор Трифковић, код толиких ислужених подофицира, па чак и рез. Официра из среза, поставио је овог куплера „Зеку“ за команданта батаљона, а у исто време и за команданта летећег ударног одељења и клање људи...
Мајор г. Трифковић са његовим „Зеком“ и другим сличним сарадницима убили су у срезу Посавском масу људи, жена, стараца па чак и мале деце, која не могу ни за шта бити криви ни Богу ни људима.
...
Врхунац злочинства ових људи представља злочин који су извршили у ноћи између 20. и 21. децембра 1943. године у селу Вранићу.(Одлука донета у Јасенку, у кући Драгољуба Станчића зв. „Точе“ на састанку Трифковића, Ђорђевића, Маринковића и „Зеке"). Те ноћи су зашли од куће до куће и поубијали целе фамилије, почев од старца и старица па до праунука од неколико месеци у колевци. Само у овом једном селу убили су око 75 лица. Вранић је 70-80% био уз Демократску странку.
Извештај жандарма, који су на лицу места вршили увиђај, поднет властима гласи: да су ове ноћи четници Д. М. поубијали ова лица, наводећи сваког поименце по годинама старости, и то на тај начин, што су старије убили из пушке, а млађе клали.
Поубијане фамилије у селу Вранићу и убијени Обрад Лазић у Бождаревцу опљачкани су тако да су њихови сродници једва имали у чему да их сахране.

Свакоме ономе ко ма шта приговори одмах прете убиством...